# Accidente del Boeing 707 de Tampa Cargo en 1983
El accidente del Boeing 707 de Tampa ocurrió el miércoles 14 de diciembre de 1983 en el que un Boeing 707 perteneciente a la aerolínea Tampa Colombia se estrelló después de despegar del aeropuerto Enrique Olaya Herrera de Medellín, Colombia con destino a Miami, Estados Unidos para labores de mantenimiento. Se estableció que en el hecho fallecieron los 3 tripulantes a bordo, más 22 personas que se encontraban en tierra, y otras 15 resultaron heridas.

## Aeronave
El avión accidentado era un Boeing 707-373C con número de serie 18707. El vuelo inaugural de la aeronave fue el 26 de septiembre de 1963 y se entregó a World Airways como N375WA ese mismo año. Posteriormente fue operado por Britannia Airways desde el 28 de febrero de 1971 como G-AYSI y posteriormente a British Caledonian el 11 de abril de 1973 pero el registro de dejó. En junio de 1976, el avión fue alquilado a Singapore Airlines durante dos meses, hasta que en agosto de ese mismo año fue devuelto a British Caledonian. Luego, el 28 de marzo de 1980, la aeronave se transfirió a International Air Leases como N3751Y, que un mes después, arrendó la aeronave a Tampa Colombia y se registró como HK-2401X

## Tripulación
A los mandos del vuelo se encontraban el comandante Hugo Molina, el primer oficial Pedro Ramírez, ambos de nacionalidad colombiana, y el ingeniero de vuelo George Gilbert, estadounidense.

## Accidente
La mañana del 14 de diciembre de 1983, a las 7:15 am, la aeronave (apodada «El Abuelo») estaba programada para operar un vuelo de transporte desde Medellín a Miami. Durante el rodaje y posterior despegue el motor número 4 (exterior derecho) falló al absorber hierba cortada que se encontraba en los márgenes, entre la calle de rodaje y la pista de despegue y aterrizaje. La tripulación regresó a Medellín, donde los mecánicos evaluaron los daños del motor. Decidieron que el avión debería dirigirse sin portar carga alguna a Miami para su reparación.
Ocho horas más tarde, a las 3:30 pm, la aeronave despegó con el motor averiado inactivo. Después de un primer intento de despegue fallido, durante el segundo despegue, el motor número 3 (interior derecho) falló. El avión intentó aterrizar de emergencia. Durante la maniobra, el piloto perdió el control y la nave se inclinó hacia la derecha, cayendo en picado, estrellándose contra una fábrica de tejidos al lado izquierdo del aeropuerto, en el barrio «Diego Echavarria», en la Comuna 15 Guayabal (Medellín).